# Válor
Válor település Spanyolországban, Granada tartományban. Válor Aldeire, Nevada, Ugíjar, Alpujarra de la Sierra és Lanteira községekkel határos. Lakosainak száma 660 fő (2024).

## Népesség
A település népessége az elmúlt években az alábbi módon változott:
| Lakosok száma | 886  | 768  | 708  | 726  | 710  | 623  | 671  | 675  | 705  | 660  |
|               | 2001 | 2004 | 2006 | 2009 | 2011 | 2014 | 2016 | 2019 | 2021 | 2024 |